# Uznam a Wolin
Uznam a Wolin nebo Uznojem a Wolin, polsky Uznam i Wolin a německy Usedom und Wollin, je přímořský geomorfologický celek a podle polského geomorfologického značení 313.21. Je součástí geomorfologické oblasti Pobrzeże Szczecińskie a geomorfologické subprovincie Jihobaltské pobřeží patřící do Středoevropské nížiny. Nachází se na hranici Polska a Německa u Baltského moře mezi Pomořanským zálivem a Štětínským zálivem a patří sem ostrovy Uznam, větší část ostrova Wolin a řada menších ostrovů v reverzní deltě řeky Świna/Odra. Leží v okrese Kamień, městském okrese Świnoujście v Zapadopomořanském vojvodství a Zemském okrese Přední Pomořansko-Greifswald a v Meklenbursku-Předním pomořansku. V Polské části se nachází Wolinský národní park.

## Další informace
Uznam a Wolin má plošnou rozlohu přibližně 424 km² a jeho krajina je silné ovlivněna zaniklými ledovci v době ledové. Pobřežní procesy jsou neustále aktivní, což dokládá působení mořských vln na krajinu, zejména na straně Pomořanského zálivu. Jádro ostrovů tvoří pahorky morén, k nimž přiléhají písčité pobřežní valy, přeměněné eolicky v nízké duny. Nejvyšším bodem je kopec Grzywacz 115 m n. m.

## Galerie

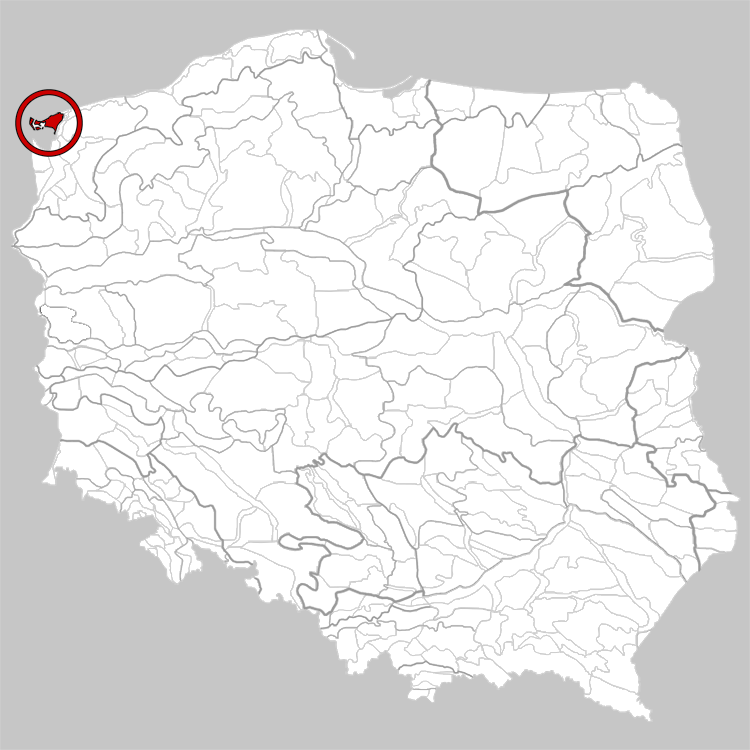
Poloha na mapě Polska
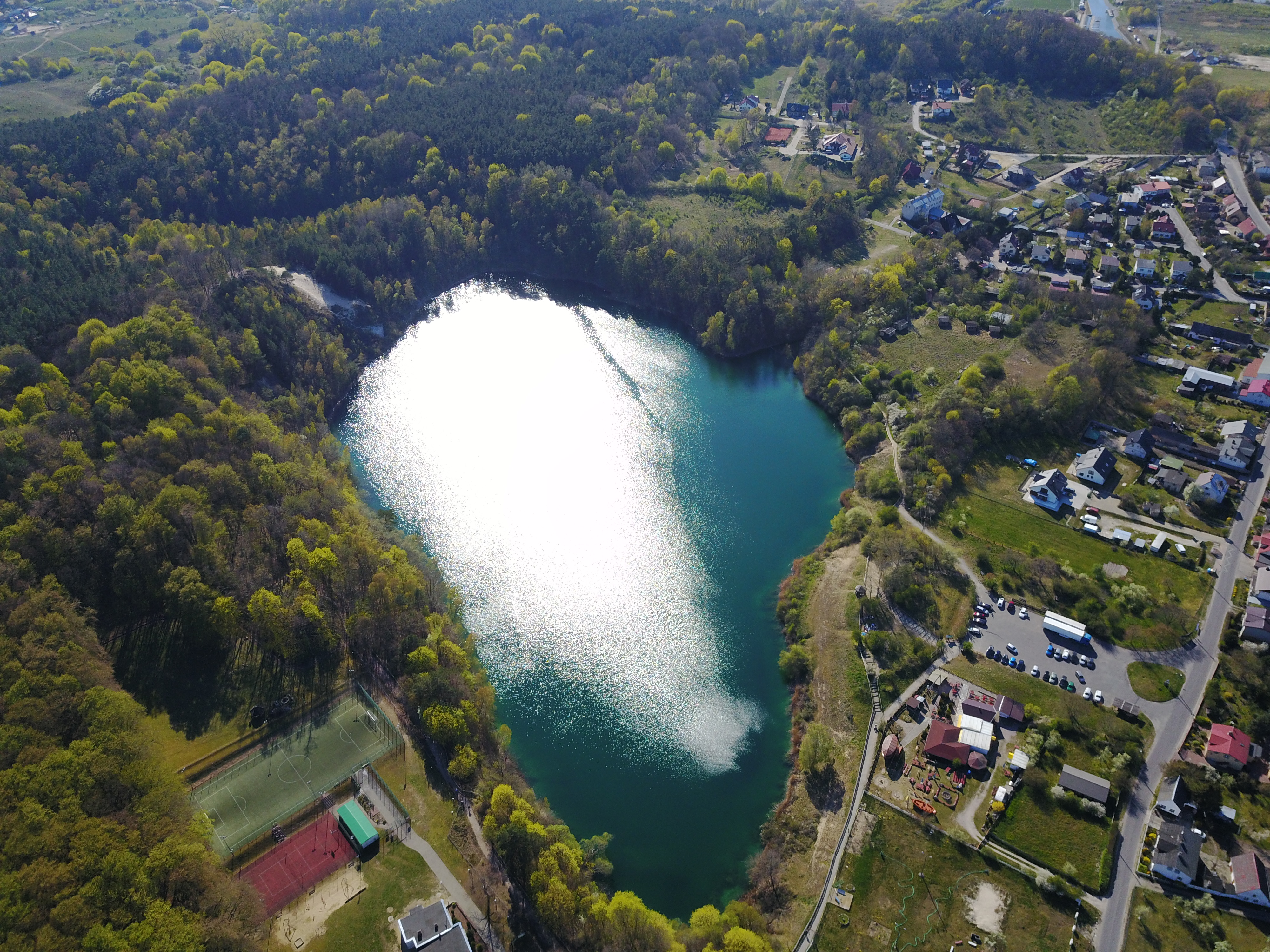
Jezioro Turkusowe